# Radio București FM
București FM (abreviat BFM) este un post public de radio din București, capitala României, parte a Societății Române de Radiodifuziune și a Radio România Regional. Se axează pe formatul Contemporary Hit Radio (CHR), ceea ce difuzează hiturile curente, contemporane și recurente în ultimii 10 ani.

## Istoric
București FM și-a început emisia pe 17 aprilie 1990, sub numele Antena Bucureștilor, prin stația Herăstrău, pe frecvența 70,4 MHz, pe banda OIRT, folosită de țările comuniste. Antena Bucureștilor era un post ce transmitea în mai multe limbi de circulație internațională, care a fost dedicat vieții cotidiene din București. Inițiativa înființării postului a fost a lui Eugen Preda, reîntemeietorul radioului public, și a președintelui TVR de la acea vreme, Răzvan Theodorescu. Apoi la ora 13:00, s-a auzit, din studioul 26 al Radio România, pentru prima dată, "Ascultați Antena Bucureștilor!". 
În iunie 1992, conform unui sondaj IRSOP, Antena Bucureștilor avea o audiență de 12 % în București, fiind pe locul nouă în topul posturilor din România.
Până în martie 1994, Antena Bucureștilor a emis doar 5 ore pe zi, de luni-sâmbătă, dar din 21 aprilie 1994, Antena Bucureștilor a început să emită zilnic, de la orele 6:55-20:00, pe frecvențele 70,4 MHz și 98,3 MHz (frecvența actuală), unde după 20:00, programul Radio România Actualități a emis. Emisiunile în limba maghiară și în germană tot au fost difuzate în continuare, pe frecvența 70,4 MHz. Grila programului Antena Bucureștilor a cuprins buletine de știri la jumătatea fiecărei ore, cu durată de 1-2 minute, iar la orele fixe s-au transmis buletine meteo pentru București și județul Ilfov, și date din traficul rutier.
Pe 2 decembrie 2002 postul și-a schimbat numele și a devenit Radio București, și după în 2007, simplu București FM. În 2010, București FM a avut o rebranduire, acum având branding-ul celorlalte posturi Radio România, acestea primind rebrand-ul în 2008.